# 混合核心

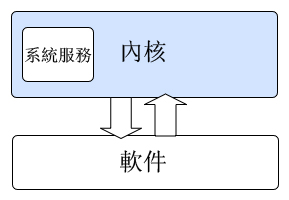
混合核心的示意图

分别为宏内核、微内核、混合內核的操作系统结构

混合核心（英語：Hybrid kernel），又譯為混合式核心、混合內核，一種作業系統內核架構。傳統上的作業系統內核可以分為整塊性核心（Monolithic kernel）與微核心（Micro kernel）兩大基本架構，混合核心結合了這兩種核心架構。
混合核心的基本設計理念，是以微核心架構來設計作業系統核心，但在實作上則採用整塊性核心的作法。混合核心實質上是微核心，只不過它讓一些微核結構執行在用戶空間的代碼執行在核心空間，這樣讓核心的執行效率更高些。這是一種妥協做法，設計者參考了微核心結構的系統執行速度不佳的理論。
大多數現代作業系統遵循這種設計範疇，是用微核心的概念來設計，但是實作上則採用整塊性核心的作法，結合整塊性核心（Monolithic kernel）與微核心（Micro kernel）兩種設計方法，形成第三種分類。但是這種分類法受到一些批評，如林纳斯·托瓦兹認為這種分類只是一種市場行銷手法，因為它的架構實作方式接近於整塊性核心。
最有名的混合核心為Windows NT核心與XNU。

## 概論
這個設計方式是一種妥協下的設計。在設計理念上，採用微核心架構來設計，但因為微核心結構一直被批評為效能不佳，因此在實作上，則採用整塊性核心的作法。微核心架構將作業系統服務（task server）運行在用戶空間，以保證系統的穩定可靠。與典型的微核心設計相較，在混合核心中，多數的作業系統服務（task server）仍然運行在核心空間中，與整塊性核心相同。因為讓作業系統服務運行在核心空間，減少了訊息傳遞及環境切換（content switch）帶來的系統負擔，這可以避免微核心架構常被批評的效能不佳問題；但也因此，這種設計無法提供微核心系統架構下的穩定性保證。

## 批評
林纳斯·托瓦兹認為，採用可載入核心模組不代表這個作業系統就是一種混合核心，如果模組跟內核使用同樣的定址空間，能夠存取內核的資料結果，這種實作方式就是整塊性核心。以這種定義來看，混合核心實際上是整塊性核心的變種。

## 例子

### NT内核
- Windows NT、Windows 2000、Windows XP、Windows Server 2003以及Windows Vista和Windows 7等基于NT技术的微软视窗操作系统

### XNU内核
- macOS（前稱Mac OS X及OS X，使用FreeBSD原始碼和Mach內核來實作）
- XNU（使用Mach內核）

### 其他
- BeOS内核
- DragonFly BSD
- ReactOS内核